# Wälder am Flechtinger Höhenzug
Wälder am Flechtinger Höhenzug este o arie protejată (arie specială de conservare — SAC, sit de importanță comunitară — SCI) din Germania întinsă pe o suprafață de 1.031 ha, integral pe uscat.

## Localizare
Centrul sitului Wälder am Flechtinger Höhenzug este situat la coordonatele 52°17′02″N 11°11′41″E / 52.2839°N 11.1947°E.

## Înființare
Situl Wälder am Flechtinger Höhenzug a fost declarat sit de importanță comunitară în decembrie 2004 pentru a proteja 2 specii de animale. Situl a fost protejat și ca arie specială de conservare în decembrie 2018.

## Biodiversitate
Situată în ecoregiunea atlantică, aria protejată conține 7 habitate naturale: Lacuri eutrofice naturale cu vegetație de tip Magnopotamion sau Hydrocharition, Fânețe de joasă altitudine (Alopecurus pratensis, Sanguisorba officinalis), Păduri de fag Luzulo-Fagetum, Păduri de fag Asperulo-Fagetum, Păduri de stejar sau de stejar și carpen sub-atlantice și medio-europene de Carpinion betuli, Păduri de stejar și carpen Galio-Carpinetum, Păduri aluvionare cu Alnus glutinosa și Fraxinus excelsior (Alno-Padion, Alnion incanae, Salicion albae).
La baza desemnării sitului se află mai multe specii protejate de  mamifere (2): liliac cârn (Barbastella barbastellus), liliac comun (Myotis myotis)
Pe lângă speciile protejate, pe teritoriul sitului au mai fost identificate 2 specii de amfibieni, 9 specii de mamifere, 1 specie de nevertebrate.